# Dizzy Gillespie
Dizzy Gillespie, właśc. John Birks Gillespie (ur. 21 października 1917 w Cheraw, Karolina Południowa, zm. 6 stycznia 1993 w Englewood, New Jersey) – amerykański trębacz, kompozytor i wokalista jazzowy, współtwórca stylu bebop. Laureat NEA Jazz Masters Award 1982.

## Życiorys
Pochodził z licznej rodziny. W wieku dwunastu lat zaczął grać na puzonie, ale mniej więcej po roku przerzucił się na trąbkę. Uczył się sam i mimo że zdobył stypendium muzyczne, wiedzę o muzyce wolał zdobywać na estradzie. W 1935 porzucił uniwersytet i wyjechał do Filadelfii, gdzie występował w miejscowych grupach.
Razem z Charliem Parkerem stworzył bebop – jeden z nurtów jazzu. Zaczynał w orkiestrze Teddy'ego Hilla. Stamtąd trafił do zespołu Earla Hinesa, gdzie po raz pierwszy spotkał Parkera. Następnie trafił do bopowego big-bandu Billy’ego Eckstine’a. Wkrótce założył swój własny big-band.
Na szeroką skalę wprowadził do jazzu elementy muzyki kubańskiej. W 1965 i 1971 wystąpił w Polsce. Dizzy Gillespie wywarł ogromny wpływ na wielu muzyków jazzowych, nie tylko trębaczy, m.in. Milesa Davisa, Maxa Roacha, Arturo Sandovala.

## Wybrana dyskografia
- The Harlem Jazz Scene (1941)
- Shaw ‘Nuff (1945)
- Live at the Spotlite (1946)
- Dizzy Gillespie Live at the Downbeat Club (1947)
- Paris 1948 (1948)
- Dee Gee Days (1952)
- Pleyel Concert 1953 (1953)
- Tour De Force (1955)
- Live in Hi-Fi From Birdland (1956)
- At Newport (1958)
- An Electrifying Evening (1961)
- Dizzy on the French Riviera (1962)
- Dizzy Gillespie and the Double Six of Paris (1964)
- Swing Low, Sweet Cadillac (1967)
- Cornucopia (1969)
- The Bop Session (1975)
- Free Ride (1977)
- Alternate Blues (1980)
- To a Finland Station (1983)
- The Winter in Lisbon (1990)
- To Diz With Love (1992)
- Blues Poeple (1993)
- Strangers in Paradise (1994)
- Bird Songs: The Final Recordings (1997)